# West Des Moines
West Des Moines é uma cidade localizada no estado americano do Iowa, nos condados de Polk, Dallas, Warren e Madison. A maior parte da cidade está localizada no condado de Polk, uma minoria no condado de Dallas e pequenas porções se estendem pelos condados de Warren e Madison.

## Geografia
De acordo com o Departamento do Censo dos Estados Unidos, a cidade tem uma área de 124,8 km², dos quais 122,3 km² estão cobertos por terra e 2,5 km² por água.

### Localidades na vizinhança
O diagrama seguinte representa as localidades num raio de 12 km ao redor de West Des Moines.

## Demografia
Segundo o censo nacional de 2010, a sua população é de 56 609 habitantes e sua densidade populacional é de 462,9 hab/km².

## Marcos históricos
A relação a seguir lista as 5 entradas do Registro Nacional de Lugares Históricos em West Des Moines. O primeiro marco foi designado em 10 de dezembro de 1973 e o mais recente em 14 de maio de 2021.
- I.O.O.F. (International Order of Odd Fellows) Valley Junction Lodge Hall No. 604
- Jordan House
- Valley Auto Co.-Morgan Auto Co. Garage
- Valley Junction Commercial Historic District
- Valley Junction-West Des Moines City Hall and Engine House